# 張蔚然 (明朝)
張蔚然（16世紀—17世紀），字維誠，號青林，浙江杭州府仁和縣籍，湖州府烏程縣人，明朝政治人物。

## 生平
張蔚然是萬曆二十五年（1597年）順天鄉試舉人，三十五年（1607年）、四十四年（1616年）兩次中會試副榜，授平湖教諭，博覽群書，與士子講學不休，即使知縣和縉紳也受教，並拿出俸銀百兩興建尊經閣，陞福安知縣有政績，在當地修築三賢祠，後官至漢陽通判，寫下《湖黌政概》流傳。

## 引用
1. 1 2  光緒《平湖縣志·卷十二·宦績》：張蔚然，字維誠 一作成 ，號青林，仁和人，舉人 考碑記核正 ，萬厯間教諭，博極羣書，與士子講學不輟，邑令縉紳咸就教，又有清學基、廣科額、增書籍、勒題名 按學職題名碑今無考 諸美蹟，積缺任俸百兩，議建尊經閣，著有《湖黌政概》 程志參朱志。
2. ↑  同治《湖州府志·卷十二·選舉表》：舉人 明……（萬曆）二十五年丁酉……（烏程縣）張蔚然 號青林，仁和籍，順天中式
3. ↑  民國《杭州府志·卷一百八·選舉二》：會試副榜……萬厯年……張蔚然 仁和人，漢陽通判，丁未、丙辰
4. ↑  光緒《福安縣志·卷十八·名宦》：張蔚然，仁和人，丁酉順天解元，萬厯四十四年知縣，有政績，建三賢祠。